# Wulagai
Wulagai (kinesiska: 乌拉盖, 乌拉盖苏木) är en socken i Kina. Den ligger i den autonoma regionen Inre Mongoliet, i den norra delen av landet, omkring 770 kilometer nordost om regionhuvudstaden Hohhot.
Genomsnittlig årsnederbörd är 453 millimeter. Den regnigaste månaden är juli, med i genomsnitt 119 mm nederbörd, och den torraste är februari, med 5 mm nederbörd.